# Cuius regio, eius religio

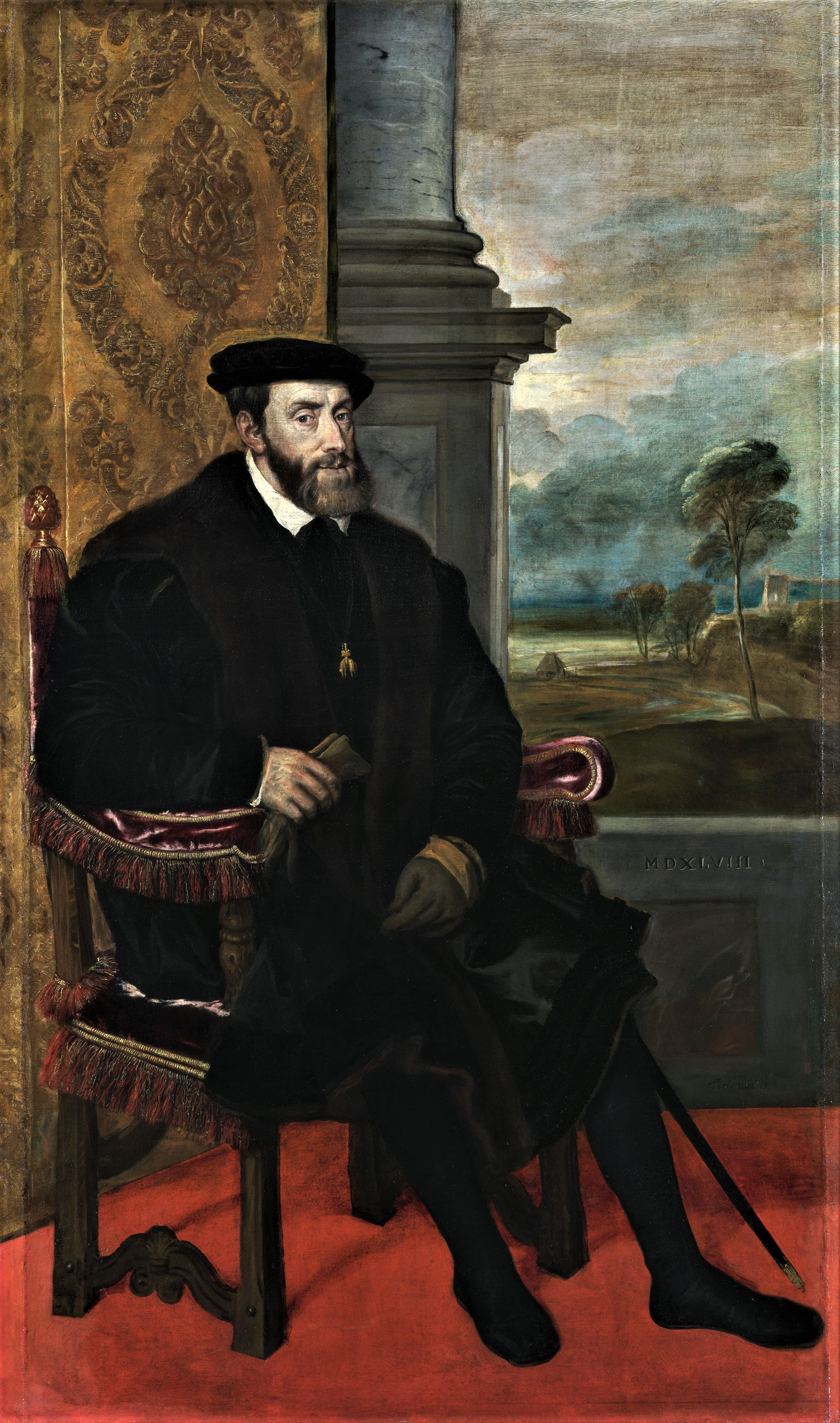
Carol Quintul (Carol al V-lea), împăratul Sfântului Imperiu Roman și Rege al Spaniei, l-a instruit pe fratele său cum să soluționeze litigiile legate de religie și teritorii la Dieta de la Augsburg în 1555

Cuius regio, eius religio este o expresie latină care înseamnă, literal, „A cui țara, a aceluia religia”, adică religia domnitorului este și religia supușilor săi. Prin Pacea Religioasă de la Augsburg din 1555, care a încheiat o perioadă de conflict armat între romano-catolici și protestanți, conducătorii de limbă germană membri ai Sfântului Imperiu Roman și împăratul Carol al V-lea (Carol Quintul) au căzut de acord cu acest principiu. Se aplica la toate teritoriile imperiului, cu excepția Principatelor Ecleziastice, pentru care s-au stabilit principiile din Reservatum ecclesiasticum (în latină) și din Declaratio Ferdinandei (în latină).
Principiul "cuius regio, eius religio" a legitimat numai două forme de religie în Imperiu: romano-catolicismul și luteranismul, eliminând alte forme de creștinism reformat, cum ar fi calvinismul și anabaptismul. Orice alte practici de cult, dincolo de primele două, care au fost cele mai răspândite în imperiu, erau interzise și considerate de drept a fi eretice, fiind pedepsite cu moartea. Deși nu în mod explicit, scopul era de a permite persoanelor care nu puteau să accepte religia conducătorului să părăsească teritoriul cu tot cu bunurile proprii.

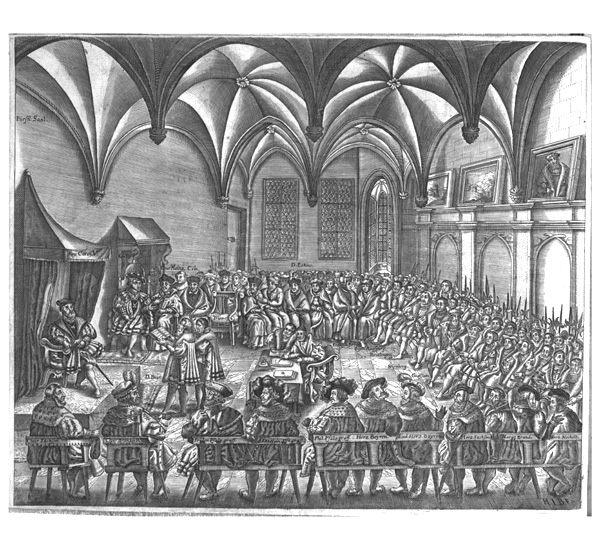
Reprezentanții statelor germane la conferința de la Augsburg discută despre posibilitățile unei păci religioase.

## Cuius regio, eius religio
Principiul cuius regio, eius religio prevedea unitatea religioasă într-un stat: religia prințului devenind religie de stat și religia tuturor locuitorilor săi. Acelor locuitori care nu puteau să respecte religia prințului li s-a permis să plece, o idee inovatoare în secolul al 16-lea, deși nu se proclamase încă principiul „libertății de conștiință”. Fraza cuius regio, eius religio a fost inventată în 1582 de juristul Joachim Arthur (1544-1623) de la Universitatea din Greifswald.

## Articole conexe
- Liga de la Schmalkalden
- Pacea Religioasă de la Augsburg
- Pacea de la Passau
- Libertate de conștiință
- Luteranism
- Calvinism